# المتوكل الكناني
المتوكل بن عبد الله الليثي الكناني شاعر عربي من قبيلة كنانة عاش في العصر الأموي. مِن شُعراء الإسلام، ومِن أهل الكوفة، كان في عصر معاوية بن أبي سفيان وابنه يزيد بن معاوية وقدِ اجتمع مع الأخطل وناشدَه، ويُكنَى أبا جَهْمة.

## نسبه
- هو: المتوكل بن عبد الله بن نهشل بن مسافع بن وهب بن عمرو بن لقيط بن يعمر بن عوف بن عامر بن ليث بن بكر بن عبد مناة بن كنانة بن خزيمة بن مدركة بن إلياس بن مضر بن نزار بن معد بن عدنان.[1]

## شعره
من أجود شِعره قوله:
وهو قائل البيت المشهور:

## وفاته
توفي سنة 85 هـ.